# Maskinentreprenören
Maskinentreprenören är en tidskrift som grundades av bransch- och arbetsgivareförbundet Maskinentreprenörerna (då Sveriges Schaktentreprenörers Riksförbund; SER) år 1957 och är Sveriges äldsta tidskrift för maskinentreprenörer. Första numret utkom 1 maj 1957.
Tidningen Maskinentreprenören har under åren bytt namn ett antal gånger. Från och med nummer 10 1986 bytte tidningen namn från SER-tidningen till Maskinentreprenören. Från och med första numret 1995 bytte tidningen namn igen, och hette fram till september 2002 ME-tidningen. I oktober 2002 fattade redaktionsledningen beslutet att återta namnet Maskinentreprenören.
Maskinentreprenören är ett månadsmagasin som utkommer tio gånger per år och hade enligt Tidningsstatistik (TS) en upplaga på 8 500 exemplar (2009).